# Bryoxiphium mexicanum
Bryoxiphium mexicanum là một loài rêu trong họ Bryoxiphiaceae. Loài này được Besch. mô tả khoa học đầu tiên năm 1892.